# Garlin
Garlin – miejscowość i gmina we Francji, w regionie Nowa Akwitania, w departamencie Pireneje Atlantyckie.
Według danych na rok 1990 gminę zamieszkiwały 1204 osoby, a gęstość zaludnienia wynosiła 66 osób/km² (wśród 2290 gmin Akwitanii Garlin plasuje się na 359. miejscu pod względem liczby ludności, natomiast pod względem powierzchni na miejscu 602.).